# New State Mobile
NEW STATE Mobile (trước đây là PUBG: New State) là một trò chơi trực tuyến nhiều người chơi thể loại chiến đấu sinh tồn (battle royale) theo phong cách tương lai, được phát triển bởi PUBG Studios và phát hành bởi Krafton. Trò chơi phát hành vào ngày 11 tháng 11 năm 2021 cho iOS và Android thông qua App Store (iOS/iPadOS), Google Play và Samsung Galaxy Store. Đây là phần thứ hai trong vũ trụ PUBG Universe, tách biệt giữa PUBG: Battlegrounds cùng phiên bản di động của trò chơi này.
Tính đến tháng 12 năm 2021, trò chơi đã vượt mốc 50 triệu lượt tải xuống trên toàn thế giới.

## Lối chơi
Trong NEW STATE Mobile, 100 người chơi được triển khai bằng cách nhảy ra khỏi máy bay, trên một hòn đảo diện tích 8x8 xa xôi có tên là Troi, cũng là bản đồ chính của trò chơi, để thu thập vật tư và chiến đấu với nhau nhằm tồn tại, người cuối cùng sống sót sẽ chiến thắng. Troi lấy bối cảnh năm 2051 ở miền bắc Hoa Kỳ, với một môi trường tương lai, các tòa nhà, kiến trúc và tượng đài thiết kế theo nghệ thuật tương lai. Các tính năng mới thêm vào trò chơi bao gồm máy bay không người lái, lá chắn đạn đạo, ống ngắm neon, khả năng cân bằng chiến đấu, hồi sinh đồng đội đã tử trận và "chiêu mộ" kẻ thù bị bắn hạ. Các phương tiện trong trò chơi có ô tô, xe đẩy, xe máy, tàu cao tốc và tàu lượn, tất cả đều tương lai.
NEW STATE Mobile sở hữu các vật thể và cấu trúc có thể tương tác được, với những vật như cửa sổ, cửa ra vào phá hủy được, đồng thời người chơi có thể xen kẽ giữa góc nhìn người thứ nhất và thứ ba. Ngoài ra, trò chơi cũng có tính năng tùy chỉnh vũ khí, với nhiều lựa chọn chế độ bắn khác nhau, súng phóng lựu, báng súng, ống ngắm, ống giảm thanh và các loại phụ kiện vũ khí khác.
Ngoài lối chơi chính, trò chơi có loạt chế độ nhiều người chơi 4v4 phụ, chẳng hạn như đấu đồng đội, nơi mà có thể chọn tối đa bốn lần nạp vũ khí. Cũng có bản đồ "Erangel" được cập nhật từ tác phẩm PUBG gốc.

## Phát triển
Vào tháng 2 năm 2021, PUBG Studios, một bộ phận nội bộ của Krafton (công ty phát hành trò chơi) thông báo về việc phát triển một trò chơi có tên mã là "PUBG: New State", một thực thể riêng biệt với PUBG: Battlegrounds và phiên bản di động của nó, lấy bối cảnh cận-tương lai (năm 2051) như một phần của vũ trụ PUBG.
Vào tháng 7 năm 2021, Krafton báo cáo rằng trò chơi đã vượt qua 20 triệu lượt đăng kí trước trên Google Play. Ngày 28 tháng 8, bước thử nghiệm alpha kết thúc sau khi cho chạy ở 28 quốc gia, các nhà phát triển đã triển khai các cải tiến và sửa lỗi, dựa trên phản hồi từ những người dùng tham gia. Tháng 9 năm 2021, sau khi đã mở đăng kí trước cho iOS, trò chơi vượt qua tới hơn 50 triệu lượt đăng kí trước cộng lại trên cả Google Play và App Store.
Tới ngày 27 tháng 1 năm 2022, sự thay đổi tên được công bố, đổi từ "PUBG: New State" thành "New State Mobile". Thay đổi này sau đó đã có hiệu lực trên tất cả mọi nền tảng.

## Phát hành
Trò chơi được phát hành trên toàn cầu vào ngày 11 tháng 11 năm 2021, cho cả iOS và Android.

## Hợp tác
Bắt đầu từ mùa đầu tiên của trò chơi, Krafton đã hợp tác với hãng sản xuất xe hơi Rimac (Croatia). Ngoài ra, trò chơi còn hợp tác với hãng McLaren vào tháng 3 năm 2022 và trò chơi Among Us vào tháng 4 năm 2022.